# Autostrada A3 (Croația)
Autostrada A3 (în croată Autocesta A3) este o autostradă principală din Croația, având o lungime de 306,5 km. Autostrada leagă Zagrebul, capitala țării, de regiunea istorică Slavonia și de mai multe orașe din valea râului Sava. Ea reprezintă un coridor de transport important pe direcția est-vest la nivel național, dar și o parte importantă din coridorul pan-european X, în cadrul căreia servește drept rută de transport între țările Uniunii Europene și Peninsula Balcanică. În afara Zagrebului, unde A3 formează o parte considerabilă din centura Zagrebului, autostrada trece pe lângă mai multe orașe croate importante. Autostrada are un impact economic pozitiv asupra orașelor pe care le leagă.

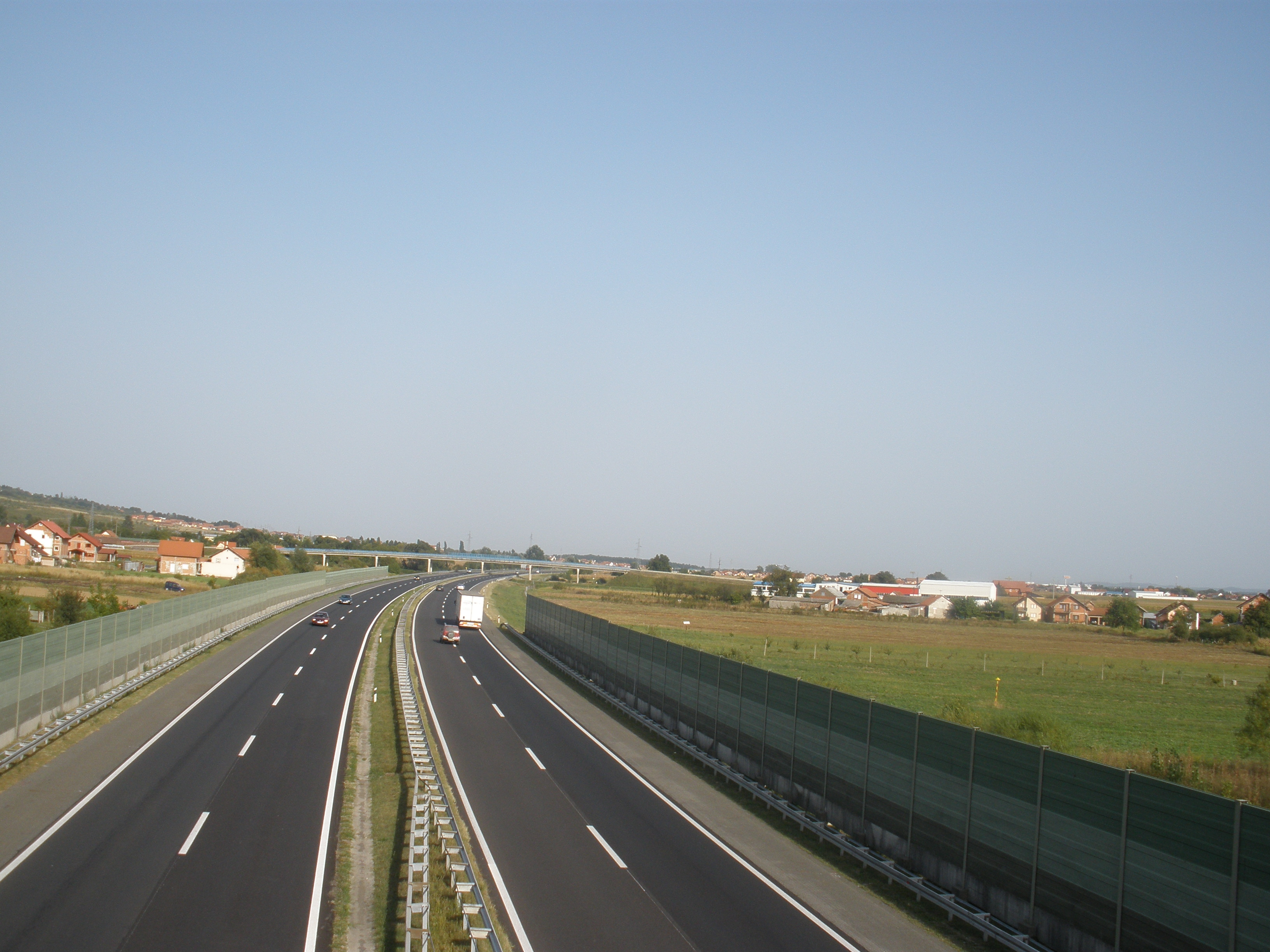
Autostrada A3 lângă Slavonski Brod

Autostrada are câte două benzi de circulație și o bandă de urgență pe fiecare sens, cele două sensuri fiind separate. Toate intersecțiile autostrăzii A3 sunt denivelate și organizate ca noduri de tip stivă sau trifoi, ea intersectându-se cu alte patru autostrăzi: A1, A2, A4 și A5. În octombrie 2010, era în construcție un alt nod de tip trifoi pe A3, acolo unde urma să se ramifice autostrada A11. Ruta cuprinde numeroase poduri și canale de scurgere, dar nu are niciun tunel, întrucât traversează o zonă de câmpie. Podul peste râul Sava este cea mai semnificativă structură de pe A3. Există 21 de ieșiri și 18 spații de servicii de-a lungul rutei autostrăzii. Mare parte din traseul ei este drum cu plată pe baza unui sistem de tichete; una din secțiuni folosește un sistem cu plata la barieră. Secțiunile ce reprezintă centura Zagrebului nu sunt cu plată. Taxa este diferențiată pe baza clasificării vehiculelor în Croația⁠(en)[traduceți]. Autostrada A3 este operată de compania Hrvatske autoceste.
Construcția autostrăzii de șase benzi a început în 1977, inițial ca centură a Zagrebului, apoi a continuat în anii 1980 ca extindere a șoselei cu două benzi deja existente între Zagreb și Belgrad. Construcția a fost suspendată în prima parte a anilor 1990, din cauza Războiului Croat de Independență, și s-a reluat în 1996. Construcția întregului drum s-a încheiat în 2006; alte dezvoltări implică noi ieșiri, noi spații de servicii și reconstrucția segmentelor foarte vechi. Costurile de construcție a autostrăzii A3 sunt estimate la 7 miliarde de kuna (circa 958,9 milioane euro).

## Descriere generală a traseului
Autostrada A3 (în croată Autocesta A3) leagă capitala Zagreb, de regiunea istorică Slavonia, unde urmează o rută paralelă cu râul Sava și este continuată în ambele capete de autostrăzi din Serbia și Slovenia. Ca parte a rețelei de drumuri din Croația, ea se suprapune cu drumul european E70 Bordeaux–Torino–Ljubljana–Zagreb–Belgrad–București. Autostrada a facilitat o dezvoltare accelerată a economiei regiunilor pe care le leagă. Ea se leagă și cu mai multe autostrăzi croate (de la vest către est): A2 la nodul Jankomir, A1 la nodul Lučko⁠(en)[traduceți], A4 la nodul Ivanja Reka⁠(en)[traduceți] și cu A5 la nodul Sredanci⁠(en)[traduceți]. În octombrie 2010, era în construcție un nod de legătură cu A11 lângă Jakuševec.

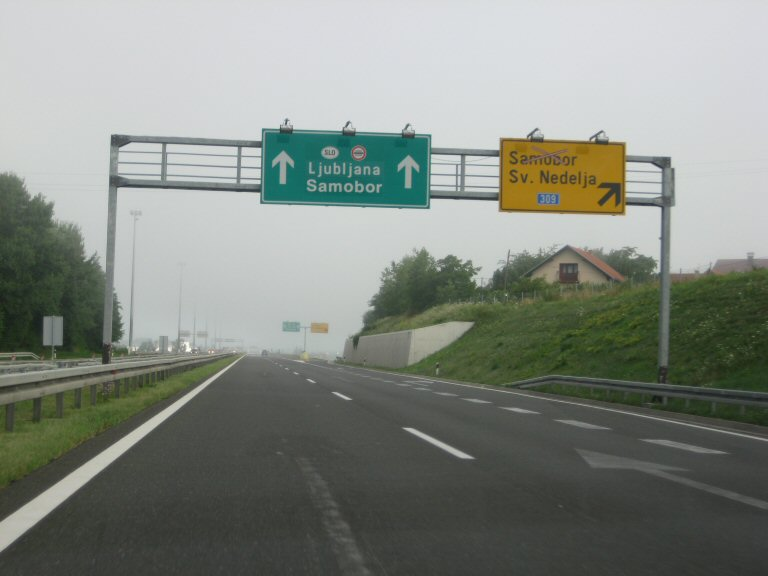
Ieșirea de pe autostrada A3 de la Samobor

Autostrada se întinde pe o distanță de 306,5 km de la punctul de trecere a frontierei Bregana, aflat lângă Samobor, la granița cu Slovenia și punctul de trecere a frontierei Bajakovo de la granița cu Serbia, la est de Županja. Ea reprezintă cea mai scurtă și mai comodă rută pentru traficul de tranzit între Slovenia, Italia de nord, Austria, Elveția și Germania de sud pe de o parte, și Serbia, Bosnia și Herțegovina, România de sud, Bulgaria, Macedonia, Grecia și Turcia pe de altă parte. Ruta deservește Sisakul prin șoseaua D36; Banja Luka, Bosnia și Herțegovina prin șoseaua D5 și punctul de trecere a frontierei Stara Gradiška; Osijek prin A5; și Vinkovci prin D55. Autostrada A3 este terminată și nu este planificată nicio extindere sau prelungire a ei.
Autostrada A3 constă din câte două benzi de circulație și câte o bandă de urgență pe fiecare sens de-a lungul întregii lungimi. În septembrie 2010, autostrada avea 21 de noduri, ce oferă acces la numeroase orașe și la restul rețelei naționale de drumuri. Aproape toate nodurile existente sunt de tip trompetă, cu excepția celui de la Lučko, care este de tip stivă, și a celor de la Jankomir, Kosnica, Ivanja Reka și Sredanci, care sunt de tip trifoi. Autostrada urmează coridorul pan-european X, și are intersecții cu coridoarele pan-europene Vb și Vc pe teritoriul croat.
De-a lungul autostrăzii este amplasat un sistem automat de monitorizare și dirijare a traficului. El este format din dispozitive de măsurare, control și semnalizare, aflate în zonele în care condițiile de drum pot varia, lângă poduri și în zonele unde se formează frecvent ceață. Sistemul cuprinde semne de circulație variabile prin care se comunică șoferilor condițiile de drum, posibile restricții și alte informații.
Pe autostradă sunt numeroase spații de servicii, ce oferă dverse tipuri de servicii, de la simple parcări cu toatele până la benzinării, restaurante și moteluri. A3 este operată de Hrvatske autoceste, compania de stat ce se ocupă cu construcția și întreținerea autostrăzilor croate.

## Nodurile suburbane de la Zagreb

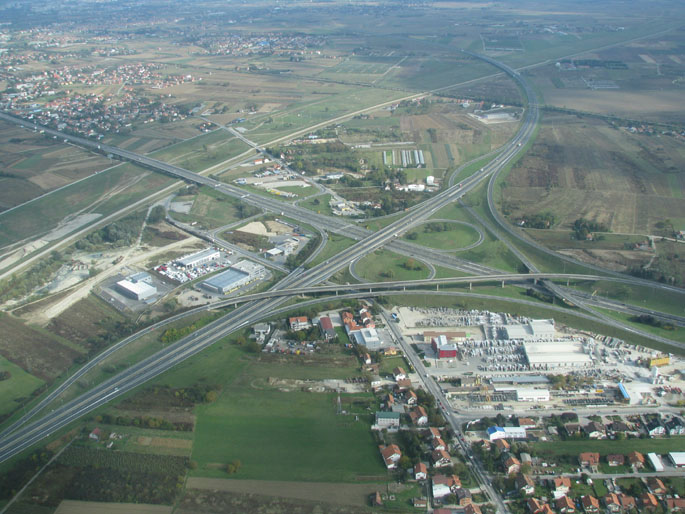
Nodul Lučko

Ruta dintre nodurile Bobovica și Ivanja Reka (inclusiv) servește drept parte a centurii Zagrebului, și nu este cu plată. Secțiunea centurii reprezentată de A3 cuprinde și intersecții cu mai multe alte autostrăzi: cu A1 la nodul Lučko, cu A2 la nodul Jankomir și cu A4 la nodul Ivanja Reka. La est de Zagreb, s-au construit nodurile Rugvica și Križ, pentru a acoperi spațiul mare, de peste 20 km între nodurile Ivanja Reka, Ivanić-Grad și Popovača. Deși secțiunile de la est de Ivanja Reka nu fac parte din centura propriu-zisă a Zagrebului (sunt cu taxă), populația zonei a crescut, odată cu creșterea suburbiilor din zona metropolitană a Zagrebului. De aici, a rezultat o creștere a traficului periurban și o creștere de ansamblu a traficului de tranzit pe autostradă, iar planurile pentru construirea la Rugvica a unui port la râul Sava a impus construcția unor noi noduri.
Secțiunea din centura Zagrebului constituită de A3 este cel mai circulat segment de drum din Croația, media zilnică pe tot anul depășind 40.000 de vehicule, ceea ce duce la aglomerarea centurii cu trei benzi pe sens la orele de vârf, în special vara, când se adaugă traficul turistic. Punctele de taxare de la Bobovica și Ivanja Reka pot deveni puncte de gâtuire a circulației în asemenea perioade. Alternativa la centură este traversarea orașului prin bulevardele Ljubljanska, Zagrebačka și Slavonska. Deși aceasta este o rută mai scurtă și mai directă, respectivele bulevarde sunt și mai aglomerate decât autostrada la ore de vârf, având intersecții la nivel semaforizate.

## Taxe

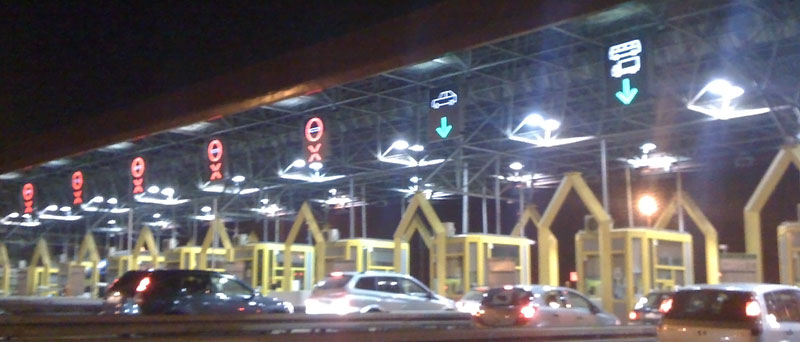
Punctul de taxare Ivanja Reka

A3 este parțial cu plată, pe baza clasificării vehiculelor în Croația⁠(en)[traduceți]. Secțiunea vestică a autostrăzii, de la nodul Bobovica la punctul de trecere a frontierei Bregana este taxată la punctul de taxare Bregana cu un sistem deschis de colectare a taxei; secțiunile de autostradă de la est de nodul Ivanja Reka sunt taxate cu un sistem închis (pe bază de tichete), integrat cu autostrada A5, ele două fiind legate la nodul Sredanci. În 2010, taxa la punctul Bregana era de 5,00 kuna (0,68 euro) pentru vehiculele mici de pasageri și 20,00 kuna (2,74 euro) pentru vehiculele destinate transportului de mărfuri. Taxa percepută pe ruta A3 între Ivanja Reka și Lipovac variază în funcție de distanța parcursă, de la 3,00 kuna (0,41 euro) la 105,00 kuna (14,38 euro) pentru autovehiculele mici și de la 10,00 kuna (1,37 euro) la 350,00 kuna (47,95 euro) pentru vehiculele destinate transportului de mărfuri. Taxa este plătibilă în kuna croată sau în euro, precum și cu cardul sau prin alte sisteme preplătite de taxare, inclusiv diferite tipuri de smartcarduri emise de operatorul autostrăzii, și prin ENC—un sistem electronic de taxare a drumurilor⁠(en)[traduceți] comun majorității autostrăzilor din Croația care oferă taxe mai mici și benzi dedicate la punctele de taxare.
Taxele colectate de Hrvatske autoceste pe autostrada A3 între ianuarie și august 2009 au fost raportate ca fiind cea mai mare parte a veniturilor totale colectate de companie în acea perioadă: 889,8 milioane kuna (aproximativ 121,9 milioane euro). Deși această cifră nu este defalcată pe secțiunile individuale ale autostrăzii, este clar din analiza datelor privind volumul de trafic că cea mai mare porțiune a taxelor se colectează pe secțiunile dintre Zagreb și Slavonski Brod, în special pe cele din preajma nodului Ivanja Reka.
Pe timp de vară și în perioada sărbătorilor, cozile la punctul de taxare de la Ivanja Reka pot fi considerabile, problemă exacerbată în weekenduri. În asemenea condiții, șoferilor li se recomandă să folosească ieșirile Rugvica și Ivanić Grad înaintea nodului Ivanja Reka. În octombrie 2010, traficul pe sensul către vest care se apropie de nodul Ivanja Reka trebuie să iasă din rețeaua cu plată, întrucât centura Zagrebului nu este taxată, pentru a reintra apoi pe o altă autostradă cu taxe. Există planuri pentru integrarea centurii exterioare a Zagrebului în rețeaua de autostrăzi cu plată ca soluție finală pentru aglomerația de la punctul de taxare Ivanja Reka. Aceasta ar impune construcția nodului Ivanić Grad la est de punctul de taxare Ivanja Reka.

## Istorie

### Șoseaua Frăției și Unității
O primă șosea modernă care să lege Zagrebul de Belgrad a fost proiectată inițial la sfârșitul anilor 1940, iar construcțiile au început la 1 aprilie 1948. O parte substanțială din lucrări au fost efectuate de tineri din RSF Iugoslavia și din străinătate prin programe de muncă voluntară. Aproape 300.000 de tineri, între care și soldați din armata iugoslavă, au luat parte la lucrări. Drumul de 382 km între cele două orașe, drum denumit înainte de anii 1990 Șoseaua Frăției și Unității, a fost terminat și s-a deschis oficial la 27 iulie 1950. Deși pe atunci era denumit „autostradă” (în croată autocesta), el era o simplă șosea cu o bandă pe sens, cu toate intersecțiile la nivel. Din cauza unei penurii de materiale de construcții, stratul de uzură⁠(en)[traduceți] a fost executat din materiale diferite—în principal din plăci de beton, cu unele secțiuni din asfalt beton sau chiar din piatră cubică⁠(en)[traduceți].
Drumul a fost proiectat la început pentru un volum de trafic de 9.000 de vehicule zilnic, iar planurile inițiale stipulau perspectiva transformării drumului într-o autostradă cu patru benzi. În 1971, întrucât acest drum era din ce în ce mai aglomerat, Parlamentul Republicii Socialiste Croația a aprobat planul de construcție a autostrăzii. Spre deosebire de celelalte două proiecte de autostrăzi aprobate de guvernul croat, Zagreb–Split și Zagreb–Rijeka, anulate după suprimarea Primăverii Croate⁠(en)[traduceți], proiectul autostrăzii Zagreb–Belgrad a rămas în funcțiune și s-a trecut la transformarea drumului într-o autostradă cu trei benzi pe sens și intersecții denivelate. Cel de al doilea sens urma să fie construit la sud de cel existent, care la rândul său urma să fie lărgit pentru a i se adăuga și banda de urgență.

## Volum de trafic

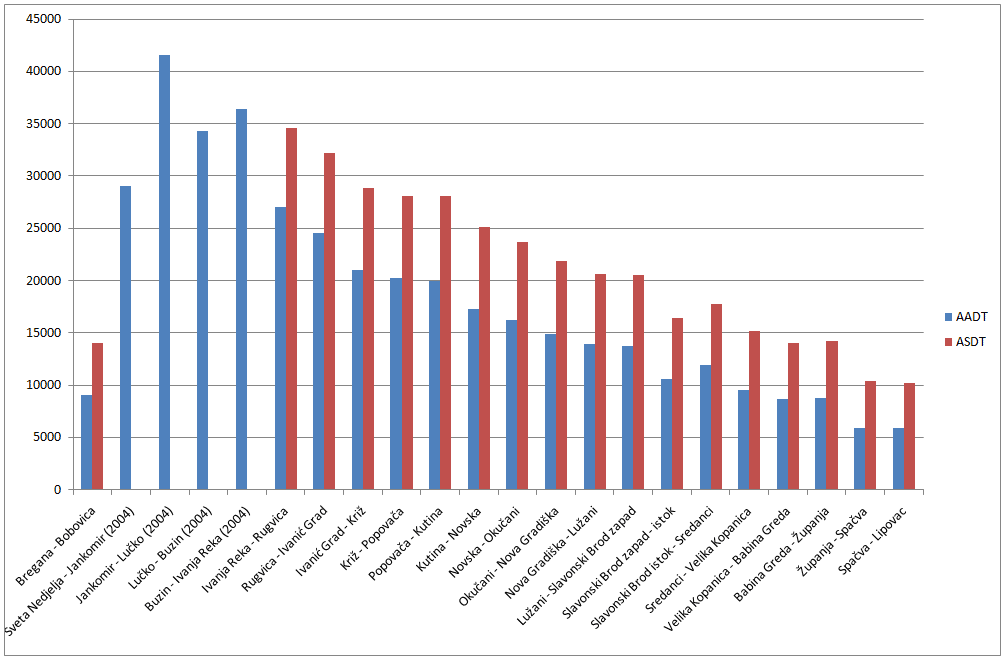
Volumul de trafic pe autostrada A3 (2009)

Traficul este contorizat regulat prin numărarea vehiculelor la punctele de taxare și este raportat de Hrvatske autoceste. Volumul traficului raportat scade treptat pe măsură ce crește distanța față de capitală, pe măsură ce trece pe lângă diferite mari destinații și prin nodurile ce le deservesc. Astfel, cel mai ridicat volum de trafic se înregistrează de-a lungul centurii Zagrebului, în special pe segmentul Jankomir–Lučko, cu 41.549 de vehicule în medie zilnic pe tot anul (AADT). Cel mai circulat segment cu plată de pe toată autostrada este Ivanja Reka–Rugvica, cu 27.049 AADT și 34.543 de vehicule în medie zilnic pe timp de vară (ASDT). Volumul de trafic scade treptat de la această secțiune către est până la capătul autostrăzii, unde se înregistrează cele mai mici volume de trafic. Scăderea volumului de trafic este întrucâtva mai pronunțată la nodurile ce deservesc Slavonski Brod și autostrada A5 (Sredanci). Variația traficului sezonier se înscrie între 28% pe cel mai aglomerat segment, Ivanja Reka–Rugvica, și 75%, pe segmentul Županja–Spačva. Creșterea medie pe timp de vară pe toată autostrada este de 55%. Analiza raporturilor AADT/ASDT nu include traficul pe centura Zagrebului, întrucât nu există date privind media zilnică pe timp de vară pe acea porțiune.
| Detalierea volumului de trafic pe A3 | Detalierea volumului de trafic pe A3   | Detalierea volumului de trafic pe A3 | Detalierea volumului de trafic pe A3 | Detalierea volumului de trafic pe A3                        |
| Drum                                 | Punct de contorizare                   | AADT                                 | ASDT                                 | Segment                                                     |
| ------------------------------------ | -------------------------------------- | ------------------------------------ | ------------------------------------ | ----------------------------------------------------------- |
| A3                                   | 1910 Bobovica - west                   | 9.046                                | 14.065                               | Punctul de trecere a frontierei Bregana–Bobovica            |
| A3                                   | 1909 Bregana                           | 9.444*                               | 14.786*                              | Punctul de taxare Bregana–Bobovica; Estimări Hrvatske ceste |
| A3                                   | -                                      | 29.035                               | N/A                                  | Sveta Nedjelja–Jankomir (2004)                              |
| A3                                   | -                                      | 41.549                               | N/A                                  | Jankomir–Lučko (2004)                                       |
| A3                                   | -                                      | 34.281                               | N/A                                  | Lučko–Buzin (2004)                                          |
| A3                                   | -                                      | 36.393                               | N/A                                  | Buzin–Ivanja Reka (2004)                                    |
| A3                                   | 2013 Ivanja Reka - est                 | 27.046                               | 34.543                               | Ivanja Reka–Rugvica                                         |
| A3                                   | 2027 Rugvica - est                     | 24.508                               | 32.159                               | Rugvica–Ivanić Grad                                         |
| A3                                   | 2114 Ivanić Grad - est                 | 21,055                               | 28,861                               | Ivanić Grad–Križ                                            |
| A3                                   | 2121 Križ - est                        | 20.215                               | 28.061                               | Križ–Popovača                                               |
| A3                                   | 2118 Popovača - est                    | 19.973                               | 28.090                               | Popovača–Kutina                                             |
| A3                                   | 3302 Kutina - est                      | 17.286                               | 25.113                               | Kutina–Novska                                               |
| A3                                   | 3405 Novska - est                      | 16.187                               | 23.710                               | Novska–Okučani                                              |
| A3                                   | 3407 Okučani - est                     | 14.924                               | 21.911                               | Okučani–Nova Gradiška                                       |
| A3                                   | 3510 Nova Gradiška - est               | 13.888                               | 20.667                               | Nova Gradiška–Lužani                                        |
| A3                                   | 3514 Lužani - est                      | 13.770                               | 20.515                               | Lužani–Slavonski Brod zapad (vest)                          |
| A3                                   | 3511 Slavonski Brod zapad (vest) - est | 10.581                               | 16.464                               | Slavonski Brod zapad (vest)–Slavonski Brod istok (est)      |
| A3                                   | 3609 Slavonski Brod istok (est) - est  | 11.888                               | 17.742                               | Slavonski Brod istok (east)–Sredanci                        |
| A3                                   | 3617 Sredanci - est                    | 9.571                                | 15.183                               | Sredanci–Velika Kopanica                                    |
| A3                                   | 3613 Velika Kopanica - est             | 8.675                                | 14.049                               | Velika Kopanica–Babina Greda                                |
| A3                                   | 3714 Babina Greda - est                | 8.772                                | 14.190                               | Babina Greda–Županja                                        |
| A3                                   | 3716 Županja - est                     | 5.925                                | 10.350                               | Županja–Spačva                                              |
| A3                                   | 3807 Spačva - est                      | 5.865                                | 10.266                               | Spačva–Lipovac                                              |

## Spații de servicii

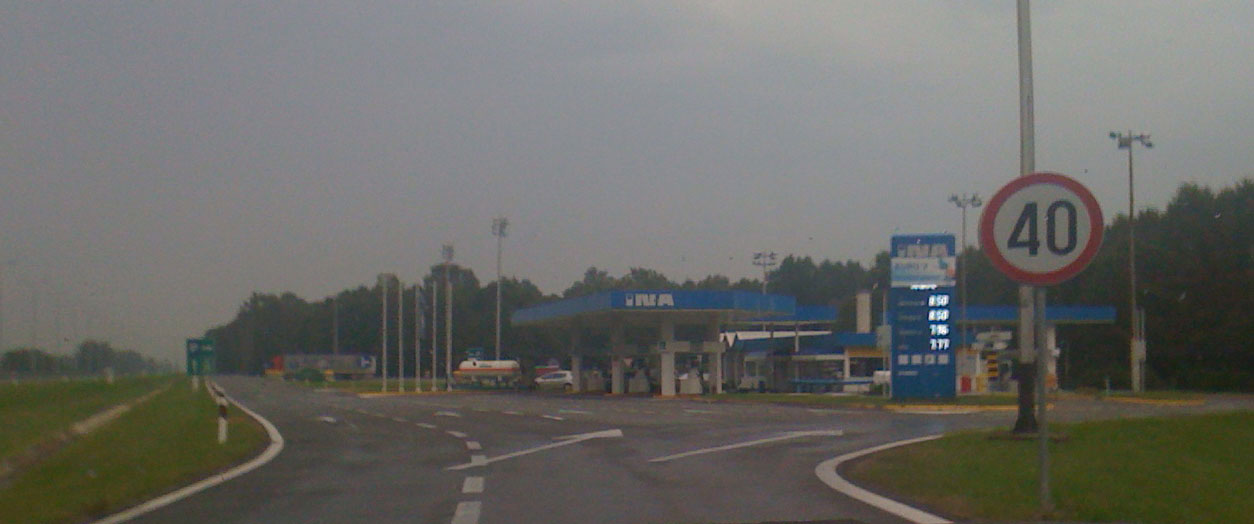
Spațiul de servicii Novska

În octombrie 2010, erau 18 spații de servicii funcționale pe autostrada A3, altele fiind planificate a se realiza în diferite puncte de pe traseu. Legislația clasifică aceste spații de servicii cu litere de la A la D—cele de tip A cuprinzând toate facilitățile: benzinărie, restaurant și hotel sau motel; cele de tip B nu au spații de cazare; cele de tip C sunt foarte comune și cuprind benzinărie și cafenea, dar niciun restaurant sau unitate de cazare; spațiile de tip D sunt simple parcări, posibil cu mese, bănci și toalete. Deși spațiile de servicii aflate de-a lungul autostrăzii A1 urmează acest sistem de clasificare, există variații mari de la unul la altul, unele oferind și alte servicii suplimentare. Benzinăriile au și mici magazine universale cu autoservire, iar unele oferă și combustibil GPL.
Principalul operator al autostrăzii, Hrvatske autoceste (HAC), închiriază spațiile de servicii de tipurile A, B și C diferiților operatori prin contracte publice. În octombrie 2010, trei astfel de companii operau pe A3: INA, Nafta Promet și INA Osijek Petrol. Operatorilor de spații de servicii nu li se permite să subînchirieze serviciile de alimentare cu combustibili. Majoritatea spațiilor de servicii de pe autostrada A3 sunt accesibile din ambele sensuri. Sunt însă și spații de servicii deschise doar pe sensul către est (cum ar fi spațiile de servicii Lužani și Brodski Stupnik) sau doar pe sensul spre vest, ca cele de la Slaven și Staro Petrovo Selo. Mai mult, unele dinte ele oferă servicii diferite pe sensul spre est și pe cel spre vest. Spațiile de servicii funcționează în mod normal 24 de ore pe zi, 7 zile pe săptămână, cu excepția celui de la Stari Hrastovi (sensul spre est), care este deschis doar de la orele 7 am până la 6 pm.

## Lista ieșirilor
Acestea sunt ieșirile de pe autostrada A3, inclusiv cele aflate în construcție.